# High River
High River es un pueblo canadiense situado en la provincia de Alberta.

## Superficie
High River tiene una superficie de 22,19 km².

## Demografía
En 2021, tenía 14 324 habitantes, una densidad poblacional de 645,4 hab./km², y 5950 viviendas.